# Kanton La Ferté-Saint-Aubin
Der Kanton La Ferté-Saint-Aubin ist seit 1790 ein französischer Wahlkreis im Arrondissement Orléans im Département Loiret in der Region Centre-Val de Loire; sein Hauptort ist La Ferté-Saint-Aubin.

## Gemeinden
Der Kanton besteht aus acht Gemeinden und Gemeindeteilen mit insgesamt 30.798 Einwohnern (Stand: 1. Januar 2022) auf einer Gesamtfläche von 414,57 km²:
| Gemeinde                    | Einwohner 1. Januar 2022 | Fläche km² | Dichte Einw./km² | Code INSEE | Postleitzahl |
| --------------------------- | ------------------------ | ---------- | ---------------- | ---------- | ------------ |
| Ardon                       | 1.201                    | 53,65      | 22               | 45006      | 45160        |
| La Ferté-Saint-Aubin        | 7.317                    | 86,12      | 85               | 45146      | 45240        |
| Ligny-le-Ribault            | 1.255                    | 59,21      | 21               | 45182      | 45240        |
| Marcilly-en-Villette        | 2.185                    | 62,66      | 35               | 45193      | 45240        |
| Ménestreau-en-Villette      | 1.385                    | 53,62      | 26               | 45200      | 45240        |
| Orléans                     | 13.345                   | 5,76       | 2.317            | 45234      | 45000        |
| Saint-Cyr-en-Val            | 3.430                    | 44,23      | 78               | 45272      | 45590        |
| Sennely                     | 680                      | 49,32      | 14               | 45309      | 45240        |
| Kanton La Ferté-Saint-Aubin | 30.798                   | 414,57     | 74               | 4505       | –            |

1. ↑   Nur der südliche Teil der Gemeinde, der Rest verteilt sich auf die Kantone Orléans-1, Orléans-2, Orléans-3 und Orléans-4.

Der Kanton bestand zur landesweiten Neugliederung der Kantone im März 2015 aus den sechs Gemeinden Ardon, La Ferté-Saint-Aubin, Ligny-le-Ribault, Marcilly-en-Villette, Ménestreau-en-Villette und Sennely. Sein Zuschnitt entsprach einer Fläche von 364,58 km2. Er besaß vor 2015 einen anderen INSEE-Code als heute, nämlich 4513.

## Bevölkerungsentwicklung
| 1962 | 1968 | 1975 | 1982   | 1990   | 1999   | 2006   | 2012   |
| ---- | ---- | ---- | ------ | ------ | ------ | ------ | ------ |
| 8164 | 7604 | 7834 | 10.205 | 11.625 | 12.562 | 13.488 | 13.781 |